# Golden League FIF 2010
La Golden League FIF 2010 è la 2ª edizione del campionato di football americano organizzato dalla Federazione Italiana Football. Il torneo è iniziato il 6 marzo 2010 ed è terminato con la disputa del XXX Superbowl italiano.

## Stagione regolare

### Calendario

#### 1ª giornata
| Villaggio Sereno 7 marzo 2010 | Bengals Brescia | 20 – 12 6-0 7-6 0-0 7-6                                    | Bobcats Parma | Centro Sportivo Chico Nova |
| \| \| \| \| \| Barbolla Q1 (TD) 20yd run Barbolla Q2 (TD) 17yd run Scarpolini Q2 (pat) Barbolla Q4 (TD) 48yd run \| Marcatori \| Armah Q2 (TD) 8yd pass from Amadasi Armah Q4 (TD) 42yd run \| |                 |                                                            |               |                            |
| |                 |                                                            |               |                            |
| Barbolla Q1 (TD) 20yd run Barbolla Q2 (TD) 17yd run Scarpolini Q2 (pat) Barbolla Q4 (TD) 48yd run                                                                                              | Marcatori       | Armah Q2 (TD) 8yd pass from Amadasi Armah Q4 (TD) 42yd run |               |                            |

| Cercola 7 marzo 2010 | Briganti Napoli | 12 – 8 6-0 0-0 0-0 6-8                                                | Blacks Rivoli | Stadio G.Piccolo |
| \| \| \| \| \| Vettorel Q1 (TD) 75yd run Vettorel Q4 (TD) 17yd run \| Marcatori \| Amelotti Q4 (TD) 49yd pass from A. Bisiani Amelotti Q4 (tpc) 42yd run \| |                 |                                                                       |               |                  |
| |                 |                                                                       |               |                  |
| Vettorel Q1 (TD) 75yd run Vettorel Q4 (TD) 17yd run | Marcatori       | Amelotti Q4 (TD) 49yd pass from A. Bisiani Amelotti Q4 (tpc) 42yd run |               |                  |

| San Vittore Olona 7 marzo 2010 | Frogs Legnano | 15 – 32 0-8 8-0 7-6 0-18 | Red Jackets Luni | Centro Sportivo Comunale |
| \| \| \| \| \| Caronni Q2 (TD) 11yd pass from Y. Gorla Binda Q2 (tpc) Binda Q3 (TD) 11 run Caronni Q3 (pat) \| Marcatori \| J. Milani Q1 (TD) 19 run Buchi Q1 (tpc) Tavecchi Q3 (TD) 36 yd run J. Milani Q4 (TD) 56 run J. Milani Q4 (TD) 3 run Mancuso Q4 (TD) 10 run \| |               | |                  |                          |
| |               | |                  |                          |
| Caronni Q2 (TD) 11yd pass from Y. Gorla Binda Q2 (tpc) Binda Q3 (TD) 11 run Caronni Q3 (pat) | Marcatori     | J. Milani Q1 (TD) 19 run Buchi Q1 (tpc) Tavecchi Q3 (TD) 36 yd run J. Milani Q4 (TD) 56 run J. Milani Q4 (TD) 3 run Mancuso Q4 (TD) 10 run |                  |                          |

| Milano 7 marzo 2010, ore 14:30 | Rams Milano | 6 – 18 0-12 0-0 6-6 0-0                                                                            | Gladiatori Roma | Centro Sportivo Saini |
| \| \| \| \| \| Giordano Q4 (TD) 9yd pass from Bogianchino \| Marcatori \| Corbucci Q1 (TD) 5 pass from Frattaroli Capalbo Q1 (TD) 24 fumble return Corbucci Q3 (TD) 3 yd run \| |             | |                 |                       |
| |             | |                 |                       |
| Giordano Q4 (TD) 9yd pass from Bogianchino | Marcatori   | Corbucci Q1 (TD) 5 pass from Frattaroli Capalbo Q1 (TD) 24 fumble return Corbucci Q3 (TD) 3 yd run |                 |                       |

#### 2ª giornata
| Brescia 14 marzo 2010, ore 15:00 | Bengals Brescia | 43 – 0 7-0 16-0 12-0 8-0 | Gladiatori Roma | Centro Sportivo Chico Nova |
| \| \| \| \| \| Barbolla Q1 (TD) 42yd run Scarpolini Q1 (pat) Defense Q2 (saf) Barbolla Q2 (TD) 25yd run Scarpolini Q2 (pat) Milesi Q2 (TD) 22yd pass from Longo Scarpolini Q2 (pat) Barbolla Q3 (TD) 63yd run Zanola Q3 (TD) 1yd run Fuffa Q4 (TD) 64yd pass from Turotti Palini Q4 (tpc) rush \| Marcatori \| \| |                 |                          |                 |                            |
| |                 |                          |                 |                            |
| Barbolla Q1 (TD) 42yd run Scarpolini Q1 (pat) Defense Q2 (saf) Barbolla Q2 (TD) 25yd run Scarpolini Q2 (pat) Milesi Q2 (TD) 22yd pass from Longo Scarpolini Q2 (pat) Barbolla Q3 (TD) 63yd run Zanola Q3 (TD) 1yd run Fuffa Q4 (TD) 64yd pass from Turotti Palini Q4 (tpc) rush                                   | Marcatori       |                          |                 |                            |

| Baganzola 12 maggio 2010, ore 15:00 | Bobcats Parma | 21 – 20 6-0 7-13 8-7 0-0 | Blacks Rivoli | Centro Sportivo F.lli Mordaci |
| \| \| \| \| \| L. Lazzaretti Q1 (TD) 18yd pass from Amadasi Vaccari Q2 (TD) 26yd run Azzaro Q2 (pat) Palmer Q3 (TD) 28yd pass from Amadasi Q3 (tpc) rushŅ \| Marcatori \| Di Tunisi Q2 (TD) 16yd pass from A. Brena Di Tunisi Q2 (pat) Di Tunisi Q2 (TD) 6yd pass from A. Brena A. Brena Q3 (TD) run Di Tunisi Q3 (pat) \| |               | |               |                               |
| |               | |               |                               |
| L. Lazzaretti Q1 (TD) 18yd pass from Amadasi Vaccari Q2 (TD) 26yd run Azzaro Q2 (pat) Palmer Q3 (TD) 28yd pass from Amadasi Q3 (tpc) rushŅ | Marcatori     | Di Tunisi Q2 (TD) 16yd pass from A. Brena Di Tunisi Q2 (pat) Di Tunisi Q2 (TD) 6yd pass from A. Brena A. Brena Q3 (TD) run Di Tunisi Q3 (pat) |               |                               |

| Milano 14 marzo 2010, ore 14:00 | Rams Milano | 9 – 21 0-0 3-6 0-8 6-7                                                                                           | Frogs Legnano | Centro Sportivo Saini |
| \| \| \| \| \| Vailati Q2 (FG) 36yd Boglianchino Q4 (TD) 3yd run \| Marcatori \| Iannotta Q2 (TD) 7yd run Grasso Q3 (TD) 6yd run Caronni Q3 (tpc) pass Iannotta Q4 (TD) 42yd run Caronni Q4 (pat) \| |             | |               |                       |
| |             | |               |                       |
| Vailati Q2 (FG) 36yd Boglianchino Q4 (TD) 3yd run | Marcatori   | Iannotta Q2 (TD) 7yd run Grasso Q3 (TD) 6yd run Caronni Q3 (tpc) pass Iannotta Q4 (TD) 42yd run Caronni Q4 (pat) |               |                       |

| Vedano Olona 14 marzo 2010, ore 14:30                                    | Skorpions Varese | 0 – 6 0-0 0-0 0-0 0-6                  | Briganti Napoli | Centro Sportivo Comunale |
| \| \| \| \| \| \| Marcatori \| Schmutz Q4 (TD) 11yd pass from Morelli \| |                  |                                        |                 |                          |
|                                                                          |                  |                                        |                 |                          |
|                                                                          | Marcatori        | Schmutz Q4 (TD) 11yd pass from Morelli |                 |                          |

#### 3ª giornata
| Cercola 21 marzo 2010                                                                   | Briganti Napoli | 2 – 3 0-0 2-0 0-3 0-0   | Bengals Brescia | Stadio G.Piccolo |
| \| \| \| \| \| Snap out of end zone Q2 (saf) \| Marcatori \| Scarpolini Q3 (FG) 27yd \| |                 |                         |                 |                  |
|                                                                                         |                 |                         |                 |                  |
| Snap out of end zone Q2 (saf)                                                           | Marcatori       | Scarpolini Q3 (FG) 27yd |                 |                  |

| Grugliasco 20 marzo 2010 | Blacks Rivoli | 25 – 15 | Frogs Legnano | Stadio CUS Torino |

| Roma 20 marzo 2010, ore 21:00 | Gladiatori Roma | 8 – 13 | Skorpions Varese | Centro Sportivo Futbal Campus |

| Follo 20 marzo 2010, ore 21:00 | Red Jackets Luni | 22 – 0 | Rams Milano | Centro Sportivo Focevara |

#### 4ª giornata
| Guardamiglio 28 marzo 2010, ore 15:00 | Bobcats Parma | 32 – 27 | Gladiatori Roma | Centro Sportivo Comunale |

| San Vittore Olona 27 marzo 2010, ore 21:00 | Frogs Legnano | 9 – 6 | Briganti Napoli | Centro Sportivo Comunale |

| Follo 27 marzo 2010, ore 21:00 | Red Jackets Luni | 30 – 7 | Skorpions Varese | Centro Sportivo Focevara |

| Milano 28 marzo 2010, ore 14:00 | Rams Milano | 25 – 30 | Blacks Rivoli | Velodromo Vigorelli |

#### 5ª giornata
| Grugliasco 10 aprile 2010, ore 21:00 | Blacks Rivoli | 14 – 18 | Bengals Brescia | Stadio CUS Torino |

| Baganzola 10 aprile 2010, ore 21:00 | Bobcats Parma | 22 – 13 | Skorpions Varese | Centro Sportivo F.lli Mordaci |

| Roma 11 aprile 2010 | Gladiatori Roma | 15 – 13 | Frogs Legnano | Centro Sportivo Futbal Campus |

| Follo 10 aprile 2010 | Red Jackets Luni | 58 – 34 | Briganti Napoli | Centro Sportivo Focevara |

#### 6ª giornata
| Grugliasco 17 aprile 2010, ore 21:00 | Blacks Rivoli | 8 – 38 | Red Jackets Luni | Stadio CUS Torino |

| Cercola 18 aprile 2010 | Briganti Napoli | 9 – 0 | Gladiatori Roma | Stadio G.Piccolo |

| Milano 18 aprile 2010, ore 15 | Rams Milano | 19 – 8 | Bobcats Parma | Centro Sportivo Saini |

| Vedano Olona 18 aprile 2010, ore 14:30 | Skorpions Varese | 0 – 30 | Bengals Brescia | Centro Sportivo Comunale |

#### 7ª giornata
| Villaggio Sereno 25 aprile 2010 | Bengals Brescia | 14 – 8 | Red Jackets Luni | Centro Sportivo Chico Nova |

| San Vittore Olona 24 aprile 2010 | Frogs Legnano | 35 – 34 | Bobcats Parma | Centro Sportivo Comunale |

| Roma 24 aprile 2010, ore 21:00 | Gladiatori Roma | 8 – 14 | Blacks Rivoli | Centro Sportivo Futbal Campus |

| Vedano Olona 25 aprile 2010, ore 14:30 | Skorpions Varese | 23 – 0 | Rams Milano | Centro Sportivo Comunale |

#### 8ª giornata
| Grugliasco 1º maggio 2010, ore 21:00 | Blacks Rivoli | 8 – 9 | Skorpions Varese | Stadio CUS Torino |

| Cercola 2 maggio 2010, ore 11:30 | Briganti Napoli | 41 – 0 | Rams Milano | Stadio G.Piccolo |

| San Vittore Olona 2 maggio 2010, ore 15:30 | Frogs Legnano | 20 – 28 | Bengals Brescia | Centro Sportivo Comunale |

| Follo 1º maggio 2010, ore 20:30 | Red Jackets Luni | 34 – 14 | Bobcats Parma | Centro Sportivo Focevara |

#### 9ª giornata
| Villaggio Sereno 9 maggio 2010, ore 15:00 | Bengals Brescia | 20 – 0 | Rams Milano | Centro Sportivo Chico Nova |

| Baganzola 9 maggio 2010 | Bobcats Parma | 12 – 26 | Briganti Napoli | Centro Sportivo F.lli Mordaci |

| Roma 9 maggio 2010 | Gladiatori Roma | 12 – 36 | Red Jackets Luni | Centro Sportivo Futbal Campus |

| Vedano Olona 9 maggio 2010, ore 14:30 | Skorpions Varese | 20 – 26 | Frogs Legnano | Centro Sportivo Comunale |

### Classifiche
- PCT = percentuale di vittorie, G = partite giocate, V = partite vinte, P = partite perse, PF = punti fatti, PS = punti subiti
- La qualificazione ai play-off è indicata in verde
- La qualificazione alle gare di wild card è indicata in giallo

#### Girone Nord
| Pos. | Squadra          | PCT  | G | V | P | PF  | PS  |
| ---- | ---------------- | ---- | - | - | - | --- | --- |
| 1    | Bengals Brescia  | 1000 | 8 | 8 | 0 | 176 | 56  |
| 2    | Frogs Legnano    | 500  | 8 | 4 | 4 | 154 | 169 |
| 3    | Skorpions Varese | 375  | 8 | 3 | 5 | 85  | 130 |
| 4    | Blacks Rivoli    | 375  | 8 | 3 | 5 | 127 | 149 |
| 5    | Rams Milano      | 125  | 8 | 1 | 7 | 59  | 183 |

#### Girone Sud
| Pos. | Squadra          | PCT | G | V | P | PF  | PS  |
| ---- | ---------------- | --- | - | - | - | --- | --- |
| 1    | Red Jackets Luni | 875 | 8 | 7 | 1 | 258 | 104 |
| 2    | Briganti Napoli  | 625 | 8 | 5 | 3 | 136 | 90  |
| 3    | Bobcats Parma    | 375 | 8 | 3 | 5 | 155 | 194 |
| 4    | Gladiatori Roma  | 250 | 8 | 2 | 6 | 88  | 166 |

- Varese ha ottenuto il terzo posto e l'accesso ai play-off su Rivoli per aver vinto lo scontro diretto.

## Playoff
I playoff sono iniziati il 16 maggio con gli incontri di wild card, proseguiranno nel fine settimana tra il 22 e 23 maggio con le semifinali e si concluderanno il 6 giugno con la finale.
|  | Wild card | Wild card        | Wild card        |                  |                 | Bowl di conference | Bowl di conference | Bowl di conference |  |  | XXX Superbowl | XXX Superbowl | XXX Superbowl |  |
|  |           |                  |                  |                  |                 |                    |                    |                    |  |  |               |               |               |  |
|  |           |                  |                  |                  |                 | 1                  | Bengals Brescia    | 14                 |  |  |               |               |               |  |
|  |           |                  |                  |                  |                 | 1                  | Bengals Brescia    | 14                 |  |  |               |               |               |  |
|  |           |                  |                  | Frogs Legnano    | 8               |                    |                    |                    |  |  |               |               |               |  |
|  | 2         | Frogs Legnano    | 15               | Frogs Legnano    | 8               |                    |                    |                    |  |  |               |               |               |  |
|  | 2         | Frogs Legnano    | 15               |                  |                 |                    |                    |                    |  |  |               |               |               |  |
|  | 3         | Skorpions Varese | 7                |                  |                 |                    |                    |                    |  |  |               |               |               |  |
|  | 3         | Skorpions Varese | 7                |                  | Bengals Brescia | Bengals Brescia    | 13                 |                    |  |  |               |               |               |  |
|  |           |                  |                  |                  |                 |                    |                    |                    |  |  |               |               |               |  |
|  |           |                  | Red Jackets Luni | Red Jackets Luni | 18              |                    |                    |                    |  |  |               |               |               |  |
|  |           |                  |                  | Red Jackets Luni | 18              |                    |                    |                    |  |  |               |               |               |  |
|  |           |                  |                  |                  |                 |                    |                    |                    |  |  |               |               |               |  |
|  |           |                  |                  |                  |                 |                    |                    |                    |  |  |               |               |               |  |
|  |           | 1                | Red Jackets Luni | 34               |                 |                    |                    |                    |  |  |               |               |               |  |
|  |           |                  |                  | 34               |                 |                    |                    |                    |  |  |               |               |               |  |
|  |           |                  |                  | Bobcats Parma    | 8               |                    |                    |                    |  |  |               |               |               |  |
|  | 2         | Briganti Napoli  | 8                | Bobcats Parma    | 8               |                    |                    |                    |  |  |               |               |               |  |
|  | 2         | Briganti Napoli  | 8                |                  |                 |                    |                    |                    |  |  |               |               |               |  |
|  | 3         | Bobcats Parma    | 16               |                  |                 |                    |                    |                    |  |  |               |               |               |  |

### Wild Cards
| San Vittore Olona 16 maggio 2010 | Frogs Legnano | 15 – 7 | Skorpions Varese | Centro Sportivo Comunale |

| Cercola 16 maggio 2010 | Briganti Napoli | 8 – 16 | Bobcats Parma | Stadio G. Piccolo |

### Bowl di conference
| Brescia 23 maggio 2010, ore 15:00 | Bengals Brescia | 14 – 8 7-0 0-8 7-0 0-0 | Frogs Legnano | Centro Sportivo Chico Nova |

| 22 maggio 2010 | Bobcats Parma | 8 – 34 | Red Jackets Luni |  |

## XXX Superbowl
La partita finale, chiamata XXX Superbowl Italiano si disputerà il 6 giugno 2010 allo Stadio Tommaso Fattori di L'Aquila.
- Red Jackets Luni campioni d'Italia FIF 2010.